# Erica Alfridi
Erica Alfridi, född den 22 februari 1968 i Tregnago, är en italiensk före detta friidrottare som tävlade i gång.
Alfridi deltog vid VM 1997 där hon slutade femma på 10 km gång. Vid EM 1998 blev hon silvermedaljör på samma distans. 
Vid VM 1999 gick damerna över till att tävla på 20 km gång och Alfridi slutade då sexa. Hon blev även fyra vid Olympiska sommarspelen 2000 i Sydney. Det blev även en fjärde plats vid VM 2001 i Edmonton. 
Hon deltog vid EM 2002 i München där hon blev bronsmedaljör. Hennes sista framträdande var vid IAAF World Race Walking Cup 2002 då hon vann guld på 20 km gång.